# 延命院 (台東区)
延命院（えんめいいん）は、東京都台東区にある真言宗智山派の寺院。

## 歴史
室町時代中期、1444年（文安元年）、義勧によって開山された。義勧は元々讃岐国にいたが、後に武蔵国に赴き、矢ノ倉（現：東京都中央区東日本橋）において寺を創建した。これが当寺の由来である。当初は延寿院と号したが、2代将軍・徳川秀忠の命で延命院に改称した。その後、1657年（明暦3年）の明暦の大火後に現在地に移転した。
当院に安置されていた弁才天は「水晶弁天」と呼ばれていた。828年（天長5年）、弘法大師空海が琵琶湖内の竹生島で2体の弁才天を彫り、一体を竹生島に納め、もう一体を延命院に祀ったという。その後、文安年間（1444年 - 1449年）に義勧の夢の中で与えられたという。関東大震災、東京大空襲の災禍により消失し、現存はしていない。

## 交通アクセス
- 東京メトロ銀座線稲荷町駅 2番出口より徒歩3分（経路案内）。
- 都営地下鉄大江戸線新御徒町駅A3出口より徒歩6分（経路案内）。